# Ken Owens
Kenneth („Ken“) James Owens (* 3. Januar 1987 in Carmarthen) ist ein walisischer Rugby-Union-Spieler. Er spielt auf der Position des Haklers für das walisische Franchise Scarlets aus Llanelli und die walisische Nationalmannschaft. Zu seinen Erfolgen gehören ein Meistertitel mit den Scarlets sowie vier Turniersiege mit Wales bei den Six Nations (darunter zweimal mit einem Grand Slam).

## Biografie

### Vereinskarriere
Er ist der Sohn des früheren Rugbyspielers Delme Owens, des späteren Präsidenten des Vereins Carmarthen Athletic. Seine Schwester Vicky spielte für die walisische Frauen-Nationalmannschaft. Ken Owens spricht fließend Walisisch. Obwohl er vom Fußballverein Carmarthen Town AFC beinahe als Torwart verpflichtet worden wäre, entschied er sich dafür, beim Rugby zu bleiben und begann seine Karriere als Jugendspieler bei Carmarthen Athletic, bevor er 2004 der Akademie der Llanelli Scarlets beitrat. Er spielte vorübergehend für die Mannschaft der Cardiff Metropolitan University, ehe er einen Profivertrag bei den Scarlets erhielt. Während er sukzessive an die erste Mannschaft herangeführt wurde, spielte Owens von 2006 bis 2008 zusätzlich beim Llanelli RFC in der Welsh Premier Division. Seinen ersten Einsatz für die Scarlets in der damaligen Celtic League hatte er am 5. Januar 2007 bei der 14:24-Auswärtsniederlage gegen Edinburgh Rugby. Am 6. April desselben Jahres erzielte er beim 53:11-Sieg über die Border Reivers erstmals einen Versuch.
Da er in der Hierarchie unter Nationalspieler Matthew Rees stand, kam Owens zunächst nur sporadisch als Ersatzspieler zum Einsatz. Dies begann sich in der Saison 2009/10 zu ändern, als Rees wegen seiner Verpflichtungen mit der Nationalmannschaft häufig fehlte. Allerdings erlitt Owens eine Nackenverletzung, die im Januar 2011 operativ behandelt werden musste, weshalb er vier Monate lang ausfiel. Während der gesamten Saison 2011/12 konkurrierte er mit Rees um einen Platz in der Stammformation. Seinen ersten Versuch in einem Spiel des Heineken Cup erzielte er am 18. Dezember 2011 bei der 13:19-Niederlage gegen Munster Rugby, nachdem er für Rees eingewechselt worden war. Rees’ Abgang bedeutete, dass Owens ab der Saison 2013/14 auf seiner Position nun unumstrittener Stammspieler war. Für die Saison 2014/15 wurde er zum Mannschaftskapitän ernannt. Allerdings erlitt er bereits nach zwei Meisterschaftsrunden eine weitere Nackenverletzung, die erneut eine Operation erforderlich machte. Daraufhin fiel er bis Januar 2015 aus.
In der Saison 2016/17 spielte Owens eine zentrale Rolle bei der Qualifikation seines Teams für die Playoffs. Das Meisterschaftsfinale verpasste er jedoch wegen einer unmittelbar davor erlittenen Knöchelverletzung. Die Scarlets setzten sich mit 46:22 gegen Munster Rugby durch und errangen den Meistertitel. Owens wiederum wurde ins „Pro 12 Dream Team“ der Saison gewählt. Auch in der Saison 2017/18 schafften es die von Owens angeführten Scarlets bis ins Playoff und qualifizierten sich für das Meisterschaftsfinale. Dieses ging jedoch mit 32:40 gegen Leinster Rugby verloren. Aufgrund mehrerer verletzungsbedingter Ausfälle in der hinteren Reihe musste Owens im Januar 2019 mehrmals als Nummer Acht aushelfen; Trainer Wayne Pivac lobte seine Leistung auf einer für ihn völlig ungewohnten Position. Obwohl die Scarlets die Playoffs knapp verpassten, gehörte Owens in der Saison 2018/19 erneut dem Dream Team an.
Die darauffolgende Saison 2019/20 war durch zahlreiche Verschiebungen aufgrund der COVID-19-Pandemie geprägt und zog sich bis in den Spätsommer hinein. Am 29. August 2020 bestritt Owens gegen die Newport Gwent Dragons sein 250. Spiel für die Scarlets. Nachdem er zum Spielervertreter im Vorstand der Scarlets ernannt und in die Spielervereinigung International Rugby Players berufen worden war, begann er das siebte Jahr in Folge als Kapitän und übertraf damit den Llanelli-Rekord von Phil Bennett. Aufgrund einer Schulterverletzung, die er sich am 11. Oktober 2020 gegen die Glasgow Warriors zuzug, fiel er drei Monate aus. Owens wurde zu Beginn der Saison 2021/22 durch Jonathan Davies als Kapitän abgelöst und fiel kurz darauf wegen eines Bandscheibenvorfalls bis April 2022 aus. Nach elf Monaten Pause griff er im September 2022 wieder ins Spielgeschehen ein.

### Nationalmannschaft
2006 bestritt Owens zwei Spiele für die walisische U19-Auswahl. Vier Jahre später berief ihn Nationaltrainer Warren Gatland ursprünglich nicht in den Kader für das Six Nations 2010. Als jedoch Matthew Rees und Gareth Williams verletzungsbedingt ausfielen, rückte er nach, blieb aber auf der Ersatzbank. Später erhielt er eine Einladung der Barbarians für ihr Spiel gegen England am 30. Mai 2010. Bei der 26:35-Niederlage im Twickenham Stadium wurde er in der 70. Minute eingewechselt. Bei den Mid-year Internationals 2010, für die er ebenfalls aufgeboten worden war, hatte Owens erneut keinen Einsatz. Diese Serie setzte sich bei den End-of-year Internationals 2010 und den Six Nations 2011 fort. Ähnliches drohte ihm auch vor der Weltmeisterschaft 2011, doch aufgrund mehrerer verletzungsbedingter Ausfälle rückte er in den Kader nach. Sein Debüt für die walisische Nationalmannschaft gab er dann am 26. September im dritten WM-Gruppenspiel gegen Namibia, als er in der 61. Minute eingewechselt wurde und mithalf, den 81:7-Sieg seines Teams sicherzustellen. Beim Six Nations 2012 wurde er gegen Schottland, Italien und Frankreich eingewechselt, während er gegen England erstmals in der Startformation stand. Damit trug er zum Turniergewinn der Waliser bei, die auch einen Grand Slam schafften.
In allen fünf Partien der Six Nations 2013 kam Owens jeweils in der zweiten Halbzeit als Einwechselspieler zum Einsatz. Mit Ausnahme des Auftaktspiels gegen Irland gewannen die Waliser alle ihre Begegnungen und entschieden das Turnier zum zweiten Mal in Folge für sich. Seinen ersten Versuch auf internationaler Ebene erzielte Owens am 16. November 2013 beim 40:6-Heimsieg über Argentinien. Auch beim Six Nations 2014 war er der bevorzugte Einwechselspieler; nach vier Kurzeinsätzen gehörte er dann in der letzten Partie der Startformation an. Verletzungsbedingt verpasste er die End-of-year Internationals 2014 und stand auch nicht im ursprünglichen Kader der Six Nations 2015. Aufgrund einer Spielsperre von Richard Hibbard rückte er jedoch vor dem letzten Spiel gegen Italien nach. Er wurde in der 56. Minute eingewechselt und die Waliser gewannen das Spiel mit 60:21, wodurch sie das Turnier punktgleich mit Turniersieger Irland und dem zweitplatzierten England auf dem dritten Platz beendeten. Bei der Weltmeisterschaft 2015 stand Owens nie in der Startformation, wurde aber in den Gruppenspielen gegen Uruguay, England, Fidschi und Australien sowie im Viertelfinale gegen Südafrika jeweils in der zweiten Halbzeit für Scott Baldwin eingewechselt. Auch beim Six Nations 2016 war Owens in allen fünf Partien Einwechselspieler. Dies änderte sich mit den Sommer- und Herbst-Länderspielen 2016, als er zum Stammspieler aufstieg und von nun an üblicherweise der Startformation angehörte, beispielsweise beim Six Nations 2017. Sein 50. Test Match für Wales bestritt er am 18. März 2017 bei der 18:20-Auswärtsniederlage gegen Frankreich.

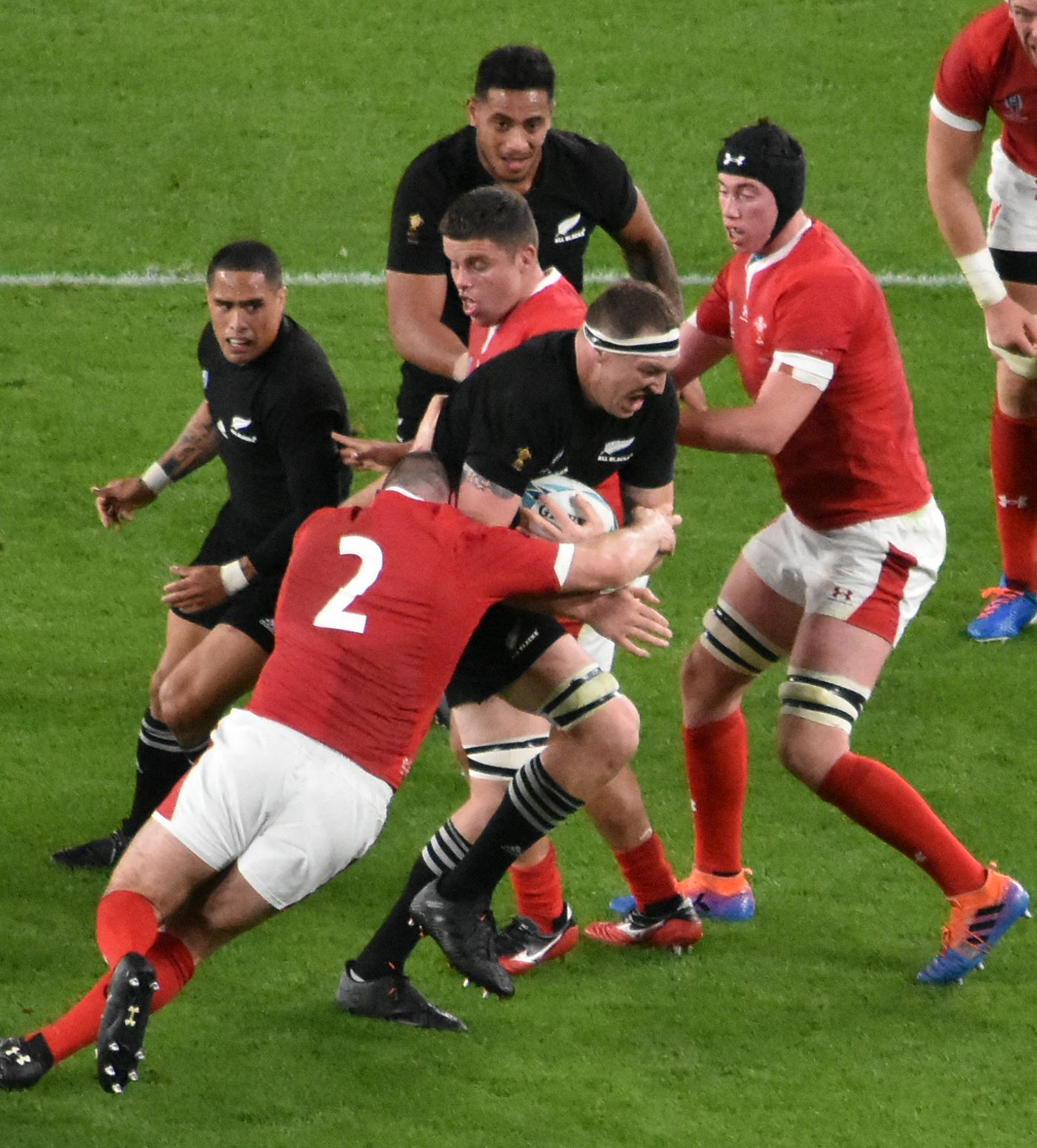
Ken Owens (Nr. 2) gegen Neuseeland bei der WM 2019

Gatland berief Owens in den Kader für die Neuseeland-Tour der British and Irish Lions. Da er sich von einer Verletzung erholte, die er sich in der Meisterschaft zugezogen hatte, wurde er in den Aufwärmpartien zu Beginn der Tour weitgehend geschont. Im ersten und im dritten Test Match gegen die All Blacks kam er jeweils während der zweiten Halbzeit aufs Feld. Kurz vor Ende der letzten Partie bestrafte ihn Schiedsrichter Romain Poite wegen einer versehentlichen Abseitsstellung. Er entschied ursprünglich auf Straftritt, der den All Blacks die Chance gegeben hätte, das Spiel zu gewinnen, revidierte aber seine Entscheidung und ordnete stattdessen ein Gedränge an, so dass sowohl das Spiel als auch die Serie unentschieden endeten. Nachdem Owens beim Six Nations 2018 alle fünf Spiele bestritten hatte, spielte er beim Six Nations 2019 in vier von fünf Partien. Er hatte somit wesentlichen Anteil am Turniergewinn der Waliser, die erneut ein Grand Slam schafften. Das Eröffnungsspiel gegen Frankreich am 1. Februar 2019 war sein 61. Test Match für Wales; er wurde dadurch zum walisischen Rekordhalter auf der Position des Haklers und übertraf die bisherige Bestmarke von Matthew Rees. Owens nahm auch an der Weltmeisterschaft 2019 teil. Er stand in den Gruppenspielen gegen Georgien, Australien und Fidschi in der Startformation, ebenso im Viertelfinale gegen Frankreich, im Halbfinale gegen Südafrika und im Spiel um Platz 3 gegen Neuseeland.
Owens bestritt die ersten vier Partien des Six Nations 2020 in der Startformation, ehe der Wettbewerb pandemiebedingt unterbrochen werden musste. Nach einer langen Verletzungspause kehrte er gerade noch rechtzeitig für das Six Nations 2021 in den Kader zurück. Im Spiel gegen Italien erzielte er zwei Versuche, die Wales zu einem 48:7-Sieg verhalfen. Zwar verloren die Waliser das abschließende Spiel gegen Frankreich, entschieden aber das Turnier für sich. Bei der Südafrika-Tour 2021 der British and Irish Lions gehörte Owens wieder dem Kader an. Das erste Test Match gegen die Springboks begann er als Teil der Startformation, in den beiden übrigen war er Einwechselspieler. Nach einer weiteren längeren Verletzungspause spielte er erst wieder im Oktober 2022 für Wales. Vor dem Six Nations 2023 wurde Owens zum Kapitän der Nationalmannschaft ernannt und trat damit die Nachfolge von Justin Tipuric ab.

## Erfolge
Scarlets:
- Meister Pro12: 2017
- Meisterschaftsfinalist Pro14: 2018
- Finalist Anglo-Welsh Cup: 2006

Wales:
- Sieger Six Nations: 2012, 2013, 2019, 2021
- Grand Slam: 2011, 2019
- Triple Crown: 2012, 2019, 2021